# Günther von Heyman
Günther von Heyman (* 2. März 1899 in Bremen; † 28. Oktober 1981 in Rotenburg (Wümme)) war ein deutscher Mediziner, Rassenhygieniker, NS-Aktivist und Mitglied der Kampfgemeinschaft Revolutionärer Nationalsozialisten (KGRNS).

## Leben
Von Heyman wurde in Bremen als Sohn des Kaufmanns Anton Günther von Heyman und dessen Ehefrau Lisbeth Clara Greffrath geboren. Sein Vater starb, als er drei Jahre alt war. Sein Abitur legte als Notreifeprüfung 1917 am Alten Gymnasium in Bremen ab. Er wurde sofort eingezogen und verblieb im Rang eines Leutnants bis 1919 im Deutschen Heer. Bis 1921 schloss er sich verschiedenen Freikorps an.
Von 1919 bis 1923 studierte er an den Universitäten in Göttingen und Gießen Medizin und wurde in Jena bei dem Gynäkologen und späterem NSDAP-Mitglied Max Henkel promoviert und 1923 approbiert.
Von Heyman war fasziniert von den deutschen Burschenschaften, agitierte im Hörsaal, verteilte antisemitische Flugblätter, die jüdische Soldaten verunglimpften.
1923 nahm von Heyman seine Tätigkeit als praktischer Arzt und Geburtshelfer in Bremervörde auf. Er heiratete die Kunstmalerin Elfriede Brackmann, Tochter des Allgemeinmediziners Carl Brackmann, Mitglied der konservativ-föderalistischen Deutsch-Hannoverschen Partei. Elfriede Brackmann pflegte enge Kontakte nach Worpswede, u. a. zu Will Spanier und Fritz Uphoff. Eine Tochter des Paares, Engel von Heyman, starb 1929 mit 3 Jahren in Bremen.
Gegen eine weitere Tochter, Gudila von Heyman, klagte er 1953/54 wegen Aufhebung der regelmäßigen Unterhaltspflicht erwachsener Kinder. Am 11. April 1948 schloss er in Bevern eine 2. Ehe.
1927 gründete von Heyman zusammen mit Initiator der Ortsgruppe der NSDAP in Bremervörde Wilhelm Sievers eine Gruppe des Vereins für das Deutschtum im Ausland (VDA).
Neben vielen weiteren Tätigkeiten im Dienste der nationalsozialistischen Ideologie und der antisemitischen Agitation wurde er Referent des Rassen-Hygienischen Ausschusses der NSDAP und „inszenierte sich als als als fundamentalen Ideologen“. Er postulierte „Die Ausmerzung alles Fremden und Minderwertigen. Fremd ist vor allem der Jude...“. Müller sieht von Heyman als einen der frühesten Verfechter der Eugenikvorstellungen der NS-Bewegung.
Ein weiteres Betätigungsfeld seiner nationalsozialistischen Agitation sah er im Bereich der Kultur. Er wurde Leiter der Kulturabteilung der NSDAP im Gau Ost-Hannover und organisierte propagandistische Kulturfilmabende, die ihn auch in den Ruch eigener finanzieller Bereicherung brachten.
1932 richtete er in Bremervörde ein Treffen für 100 nationalsozialistische Ärzte aus ganz Deutschland und plädierte für eine „wirkliche Volkshygiene“ und „Beseitigung der Untermenschen“.
Kurz darauf kam die Abkehr von Heymans von der NSDAP wegen seines verpassten Einzugs als Abgeordneter in den Preußischen Landtag, wo er sich über seinen schlechten Listenplatz bei seinem Gauleiter Otto Telschow beschwerte. Dann nahm er SA-Chef Ernst Röhms Homosexualität zum Anlass zu beklagen, diese sei mit den sittlichen Werten der Partei und eines gesunden Volkskörpers nicht vereinbar und spitzte es öffentlich zu auf „Herr Hauptmann Röhm ist ein Schwein!“ Den diesbezüglichen Briefwechsel mit Partei- und Gauleitung – die sog. Röhm-Briefe – veröffentlichte er im Kampfblatt Die Schwarze Front. Daraufhin wurde er aus der Partei ausgeschlossen. Er wechselte umgehend zur Kampfgemeinschaft Revolutionärer Nationalsozialisten (KGRNS) unter der Führung Otto Straßers. Dem Nationalsozialismus selbst schwor er damit keineswegs ab, sondern wollte ihm ein Leben lang treu bleiben und sah nun in der Schwarzen Front seine Agitationsfläche. Er gründete und gab u. a. das Kampfblatt der Schwarzen Front Nordwestdeutschland Revolution heraus. Mit der Machtübernahme der NSDAP verstärkten sich die Repressalien gegen von Heyman die sogar zu einem Boykott seiner Praxis aufriefen. Von Heyman selbst tat alles, um gegen Hitler und die NSDAP zu opponieren, was zu weiterer Verfolgung führte bis hin zur Anklage wegen Hoch- und Landesverrats, von der er jedoch freigesprochen wurde.
Von Heyman sah sich insbesondere der Verfolgung durch den mittlerweile zum Preußischen Staatsrat avancierten Telschow ausgesetzt, der dafür sorgte, dass von Heyman alle öffentlichen Ämter wie z. B. die Funktion als Lagerarzt des Reichsdienstlagers in Bremervörde verlor. Von Heyman suchte 1936 erneut den Kontakt zu Straßer, der von der Tschechoslowakei aus den Kampf der Schwarzen Front fortsetzte. 1939 absolvierte von Heyman eine naturkundliche Fortbildung in Dresden. Während des Krieges wurde er als Sanitätsoffizier eingezogen und war u. a. Chefarzt des Reservelazaretts im Stalag XB Sandbostel.
Nach 1945 verteidigte sich von Heymann mit den Repressalien seitens der NSDAP vor dem Entnazifizierungsausschuss, wenngleich seine Verstrickung in die Verbreitung der nationalsozialistischen Ideologie wie auch seine rassenhygienischen Grundsätze unbestritten blieben. Es fanden sich mehrere Fürsprecherinnen und Fürsprecher, so dass er als entlastet eingestuft wurde. Er selbst gab sogar Leumundszeugnis für andere nominelle Nazi-Unterstützer ab. Politisch trat er nicht wieder öffentlich in Erscheinung. 1970 gab er seine mittlerweile „Homöopathisch-biologische Privatklinik Bremervörde-Landhaus an der Oste“ auf.

## Publikationen
- Ein Fall von Acardiacus acephalus. Dissertation, Thüringische Landesuniversität Jena, 1922[8]
- Von Heyman veröffentlichte am 25. September 1932 seine Korrespondenz mit der Reichs- und Gauleitung der NSDAP – die sog. Röhm-Briefe – in Die Schwarze Front, Nr. 32[9]
- Herausgeber der Wochenzeitung Revolution – Kampfblatt der Schwarzen Front Nordwestdeutschland (Ausgaben vom 27. November 1932 bis 19. Februar 1933)

## Nachweise
1. ↑  https://die-maus-bremen.info/index.php?id=474, Urkunde Nr. 719
2. 1 2 3 4 5 6 7 8 9 10 11 12 13  Müller 2024, S. 1240–1272
3. ↑  Urkunde Nr. 3142 In: Staatsarchiv Bremen
4. ↑  Verfahren des praktischen Arztes Dr. Günter von Heyman zu Bremervörde gegen seine erwachsene Tochter Gudila von Heyman zu Hamburg wegen Aufhebung der regelmäßigen Unterhaltspflicht. (NLA ST Rep. 72/172 Bremervörde Nr. 28) In: Staatsarchiv Bremen
5. ↑  Henning K. Müller, Wilhelm Johann August Sievers, in: Heike Schlichting (Hrsg.): Lebensläufe zwischen Elbe und Weser. Ein biographisches Lexikon, Bd. III, Landschaftsverband der Ehemaligen Herzogtümer Bremen und Verden, Stade 2018, ISBN 978-3-931879-73-0, S. 295–302.
6. ↑  Am 27. November 1932 erschien die Erstausgabe
7. ↑  Die nordostniedersächsische Tagespresse, Seite 132, 1994, ISBN 978-3-9801919-5-1
8. ↑  Ein Fall von Acardiacus acephalus / vorgelegt von Günther v. Heyman aus Bremen. In: GVK
9. ↑  https://gvk.k10plus.de/SET=6/TTL=1/SHW?FRST=3/PRS=HOL

| Personendaten    | Personendaten                                         |
| ---------------- | ----------------------------------------------------- |
| NAME             | Heyman, Günther von                                   |
| ALTERNATIVNAMEN  | Heymann, Günther von (vollständiger Name)             |
| KURZBESCHREIBUNG | deutscher Mediziner, Rassenhygieniker und NS-Aktivist |
| GEBURTSDATUM     | 2. März 1899                                          |
| GEBURTSORT       | Bremen                                                |
| STERBEDATUM      | 28. Oktober 1981                                      |
| STERBEORT        | Rotenburg (Wümme)                                     |